# Meansville
Meansville és una població dels Estats Units a l'estat de Geòrgia. Segons el cens del 2000 tenia 192 habitants.

## Demografia
Segons el cens del 2000, Meansville tenia 192 habitants, 73 habitatges, i 58 famílies. La densitat de població era de 142,6 habitants/km².
Dels 73 habitatges en un 32,9% hi vivien nens de menys de 18 anys, en un 64,4% hi vivien parelles casades, en un 15,1% dones solteres, i en un 19,2% no eren unitats familiars. En el 17,8% dels habitatges hi vivien persones soles el 15,1% de les quals corresponia a persones de 65 anys o més que vivien soles. El nombre mitjà de persones vivint en cada habitatge era de 2,63 i el nombre mitjà de persones que vivien en cada família era de 2,97.
Per edats la població es repartia de la següent manera: un 26% tenia menys de 18 anys, un 6,8% entre 18 i 24, un 29,7% entre 25 i 44, un 20,3% de 45 a 60 i un 17,2% 65 anys o més.
L'edat mediana era de 37 anys. Per cada 100 dones de 18 o més anys hi havia 94,5 homes.
La renda mediana per habitatge era de 33.125 $ i la renda mediana per família de 38.750 $. Els homes tenien una renda mediana de 26.875 $ mentre que les dones 21.406 $. La renda per capita de la població era de 16.908 $. Entorn del 4,4% de les famílies i el 5,8% de la població estaven per davall del llindar de pobresa.

## Poblacions més properes
El següent diagrama mostra les poblacions més properes.